# ماكدونالد سميث
ماكدونالد سميث (بالإنجليزية: Macdonald Smith)‏ هو لاعب غولف أمريكي، ولد في 18 مارس 1892 في Carnoustie ‏ في المملكة المتحدة، وتوفي في 31 أغسطس 1949 في غلينديل في الولايات المتحدة.